# Egon Karlsson
Egon Lennart Karlsson, född 1941 i Karlshamn, är en svensk målare och tecknare. 
Karlsson är som konstnär autodidakt. Hans konst består av figurmotiv och landskapsbilder ofta med kust och strandlinjer i en ljus kolorit. Han har medverkat i ett stort antal samlingsutställningar runt om i Sverige. 